# عثة الدرياندرا
عثة الدرياندرا، (الاسم العلمي: Carthaea saturnioides) هي نوع من أنواع الحشرات التي تصيب النبات من رتبة حرشفيات الأجنحة، يوجد عليها بقع على شكل عيون بارزة.

## الوصف
اسم الحشرة مشتق من شجيرات الدرياندرا من جنس بنكسية، التي تتغذى عليها يرقات هذا النوع من الحشرات.
وُصِفَت يرقة هذه الفصيلة (اليسروع) بأنها رمادية من الجانب الظهري وصفراء من الجانب البطني. على طول ، تظهر سلسلة من العلامات الواضحة، بالإضافة إلى علامات على شكل عين تتبع خط الفتحات التنفسية. في الحشرة البالغة، يظهر على كل جناح بقعة عين كبيرة. تكون بقع العين على الأجنحة الخلفية مميزة، بينما تكون بقع العين على الأجنحة الأمامية أصغر وأقل وضوحًا. تكون هذه البقع مرئية على كلا جانبي الجناح. يكون قمة الجناح والحافة الخارجية للجناح الأمامي أكثر قتامة من المنطقة القاعدية. تشبه تعرقات الجناح تلك الخاصة بفصيلة "الساتورنييد". يتراوح طول باع الجناح بين 80 إلى 100 مم.

## السلوك
يكون اليرقات نهارية النشاط، بينما تطير الفراشات البالغة فقط ليلاً، من أكتوبر إلى ديسمبر. عند إزعاجها، تميل الفراشات البالغة إلى خفض الرأس والبطن، وتقديم الأجنحة الأمامية إلى الأمام لكشف البقع الكبيرة على الأجنحة الخلفية، التي تتأرجح من جانب إلى آخر، مما يعطي المعتدي الانطباع بأنه مراقب بعينين كبيرتين (مثل البومة)، في محاولة لجعل المعتدي يتراجع عن الهجوم.